# Thomas Hein
Thomas Hein (* 1966) ist ein deutscher Snookerspieler und Billardtrainer mit DOSB-Lizenz A Leistungssport.

## Karriere
Thomas Hein begann 1980 Billard zu spielen. 1997 gewann er im Finale gegen Marcus Westen seinen ersten Titel bei der Deutschen Snooker-Meisterschaft. Ein Jahr später unterlag er im Finale gegen Westen, bevor er 1999 durch einen Finalsieg gegen Kurt Stock zum zweiten Mal Deutscher Meister wurde. Ein Jahr später erreichte er den fünften Platz, 2001 den neunten Platz. 2002 und 2004 wurde er erneut Fünfter, 2003 sowie 2005 wurde er Neunter. Bei den Deutschen Meisterschaften 2007 und 2008 erreichte er das Achtelfinale. Ein Jahr später gelang ihm der Einzug ins Halbfinale, das er gegen den späteren Deutschen Meister Patrick Einsle mit 0:3 verlor. 2009 wurde er zudem im Finale gegen Olaf Thode Deutscher Meister der Senioren. 2016 wurde er Deutscher Vizemeister der Senioren und unterlag seinem Trainerkollegen Frank Schröder mit 0:3 im Finale. 
2018 wurde Hein erneut Deutscher Meister der Senioren. Zudem spielt er mit dem 1. SC Mayen-Koblenz in der 1. Bundesliga.
Hein ist Snooker-Bundestrainer sowie Snooker-Sportwart der Deutschen Billard-Union. Er betreibt zudem eine Snookerschule und ist Mitentwickler des Playing-Ability-Tests für Snookerspieler.
Beim Fernsehsender Eurosport ist er als Experte tätig und kommentiert dabei insbesondere gemeinsam mit Rolf Kalb die Spiele der Snooker-Weltmeisterschaft. 2006 veröffentlichte er mit Kalb das Buch Snooker: Der intelligente Weg zum besseren Spiel.